# جوني جاكوبسن
جوني جاكوبسن (بالدنماركية: Johnny Jacobsen)‏ هو لاعب كرة قدم دنماركي في مركز الوسط، ولد في 19 نوفمبر 1955 في كوبنهاغن في مملكة الدنمارك، وتوفي في 2020. لعب مع Boldklubben af 1893 ‏.

## وصلات خارجية
- جوني ياكوبسن على موقع قاعدة بيانات كرة القدم.إي يو (الإنجليزية)
- جوني ياكوبسن على موقع ناشيونال فوتبول تيمز (الإنجليزية)